# 野間郡
野間郡（日语：／ Noma gun */?）為過去隸屬日本伊予國的郡，廢藩置縣後屬愛媛縣，已於1897年被併入越智郡，當時的轄區現在已全部合併為今治市。

## 沿革
- 1889年12月15日：實施町村制，野間郡下轄：
  - 波止濱村：高部村、來島村、波止濱、杣田村。（波止濱町 → 今治市）
  - 菊間村：濱村、長坂村、西山村。（菊間町 → 今治市）
  - 歌仙村：池原村、高田村、松尾村、河之內村、川上村、中川村。（同上）
  - 龜岡村：佐方村、種村。（同上）
  - 波方村：樋口村、波方村、小部村、森上村、馬刀潟村、宮崎村。（波方町 → 今治市）
  - 小西村：山之内村、脇村、星浦村、別府村。（大西町 → 今治市）
  - 大井村：新町村、大井濱村、宮脇村、九王村、紺原村。（同上）
  - 乃萬村：宅間村、延喜村、野間村、神宮村、矢田村、山路村、阿方村。（今治市）
- 1897年4月1日：被併入越智郡。